# Тагер-Ґураб (дегестан)
Тагер-Ґураб (перс. طاهرگوراب) — дегестан в Ірані, в Центральному бахші, в шагрестані Совмее-Сара остану Ґілян. За даними перепису 2006 року, його населення становило 11441 особу, які проживали у складі 3265 сімей.

## Населені пункти
До складу дегестану входять такі населені пункти:
- Абатар
- Асіяб-Сар
- Віше-Сара
- Джаде-Кенар
- Зіксар
- Келід-Бар
- Коланґестан
- Корд-Махале
- Кудег
- Мааф-Амандан
- Махмуд-Кіян
- Менаре-Базар
- Мола-Сара
- Мольк-Сар
- Новкашт
- Патаван
- Поштір
- Раджір
- Тагер-Ґураб
- Умандан
- Хане-Кенар
- Хоштамдох
- Чаман
- Шекар-Баґан